# 1434
Évszázadok: 14. század – 15. század – 16. század
Évtizedek: 1380-as évek – 1390-es évek – 1400-as évek – 1410-es évek – 1420-as évek – 1430-as évek – 1440-es évek – 1450-es évek – 1460-as évek – 1470-es évek – 1480-as évek
Évek: 1429 – 1430 – 1431 – 1432 –  1433 – 1434 – 1435 – 1436 – 1437 – 1438 – 1439

## Események

### Határozott dátumú események
- április 8. – Eduárd portugál király életbe lépteti a lei mentalt. (Ez lehetővé tette a korábban eladományozott királyi birtokok visszavételét, és előírta, hogy trónra lépéskor valamennyi új uralkodónak jóvá kell hagynia elődei hűbéradományait.)[1]
- május 30. – A lipanyi csatában a német birodalmi sereg vereséget mér a huszitákra.
- szeptember 26. – Idősebb Cosimo de’ Medici lesz Firenze ura, megalapozza a Medici-család uralmát (1464-ig uralkodik).
- november 7. – VIII. Amadé savoyai herceg lemond, utódja fia, Lajos régens-kormányzó, majd 1440-től 1465-ig Savoya uralkodó hercege.

### Határozatlan dátumú események
- az év folyamán –
  - Jan van Eyck megfesti az Arnoflini házaspárt.
  - Gil Eanes portugál tengerész megkerüli a Bajador-fokot.[2] (A mai Nyugat-Szahara területe, a Kanári szigetektől délre.)
  - A Bródi csatában a mérsékelt kelyhes husziták legyőzik a radikális táboritákat.

## Születések
- Janus Pannonius magyar költő (valószínű) születési éve († 1472)

## Halálozások
- május 31. vagy június 1. – Jagelló Ulászló litván nagyfejedelem és lengyel király (* 1351)
- november – III. Lajos címzetes nápolyi király (* 1403)